# Mełpin
Mełpin is een plaats in het Poolse district  Śremski, woiwodschap Groot-Polen. De plaats maakt deel uit van de gemeente Dolsk en telt 270 inwoners.